# Minot (Dakota du Nord)
Pour les articles homonymes, voir Minot.
Minot (en anglais ['maɪ.nɑt]) est la quatrième plus grande ville de l’État du Dakota du Nord, aux États-Unis, avec 40 888 habitants lors du recensement de 2010, population estimée à 47 382 habitants en 2019. Son agglomération est aussi la quatrième de l’État avec 77 959 habitants. C’est également le siège du comté de Ward. La ville est située dans le nord-centre de l’État, à 170 km au nord de la capitale de l’État, Bismarck.
Minot est surnommée « Magic City ».
En 2015, Minot est classée sixième aire statistique micropolitaine (en) la plus dynamique économiquement parmi les 536 recensées aux États-Unis ; c'est aussi celle ayant connu la sixième plus forte croissance démographique entre 2010 et 2014 avec + 12,11 %.

## Histoire
La ville a été baptisée en l'honneur de l'ornithologue et directeur de la Great Northern Railway Henry Minot (1859-1890), décédé tragiquement dans une collision de chemin de fer.

## Démographie
| Groupe            | Minot | Dakota du Nord | États-Unis |
| ----------------- | ----- | -------------- | ---------- |
| Blancs            | 90,2  | 90,0           | 72,4       |
| Amérindiens       | 3,3   | 5,4            | 0,9        |
| Métis             | 2,7   | 1,8            | 2,9        |
| Afro-Américains   | 2,3   | 1,2            | 12,6       |
| Asiatiques        | 0,9   | 1,0            | 4,8        |
| Autres            | 0,7   | 0,5            | 6,2        |
| Total             | 100   | 100            | 100        |
|                   |       |                |            |
| Latino-Américains | 2,7   | 2,0            | 16,7       |

Selon l'American Community Survey, pour la période 2011-2015, 94,21 % de la population âgée de plus de 5 ans déclare parler l'anglais à la maison, 2,05 % déclare parler l'espagnol, 0,62 % l'allemand et 3,12 % une autre langue.
| 1890 | 1900  | 1910  | 1920   | 1930   | 1940   |
| ---- | ----- | ----- | ------ | ------ | ------ |
| 575  | 1 277 | 6 188 | 10 476 | 16 099 | 16 577 |

| 1950   | 1960   | 1970   | 1980   | 1990   | 2000   |
| ------ | ------ | ------ | ------ | ------ | ------ |
| 22 032 | 30 604 | 32 290 | 32 843 | 34 544 | 36 567 |

| 2010   | - | - | - | - | - |
| ------ | - | - | - | - | - |
| 40 888 | - | - | - | - | - |

## Minot Air Force Base
La base de l'United States Air Force de Minot Air Force Base est située à une quinzaine de kilomètres de la ville.

## Transports
Minot est desservie par un aéroport international (Minot International Airport, code AITA : MOT, code OACI : KMOT, code FAA : MOT), situé au nord du centre-ville.

## Climat
Selon la classification de Köppen, Minot a un climat continental humide, abrégé Dfb.

## Patrimoine
- Église Saint-Léon-le-Grand (catholique)[11]

## Personnalités liées à la ville
Josh Duhamel
Wiz khalifa